# Lush Cosmetics
LUSH (LUSH Fresh Handmade Soaps and Natural Cosmetics) — косметична компанія, заснована в графстві Дорсет, Південно-Західна Англія, в 1994 році. Продукція компанії виготовляється вручну, з натуральних компонентів, які не тестуються на тваринах.

## Історія

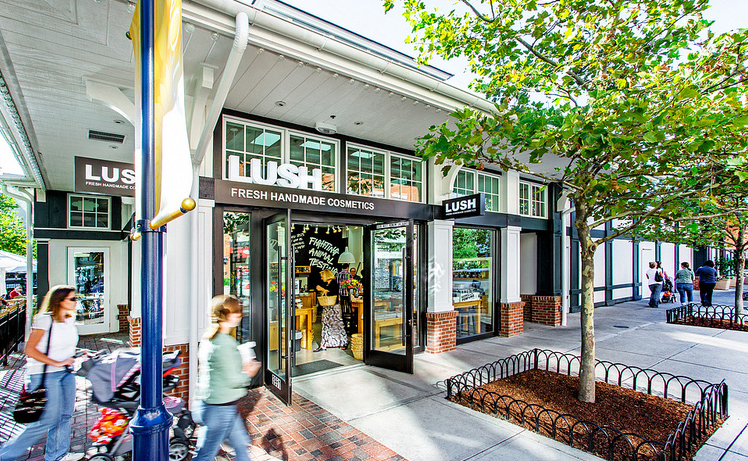
Магазин LUSH

Креативна команда LUSH працює починаючи з кінця сімдесятих років, отже саме тоді вони вперше застосували ручне виробництво.
У 1978 році почали постачати продукцію для міжнародної парфумерно-косметичної корпорації "The Body Shop" , а в 1988 – створили власну компанію у графстві Дорсет, яка знаходилася біля моря на південному узбережжі Англії та називалася "Cosmetics to Go".
Вони вперше створили такі продукти, як "бомби" для ванн, тверді шампуні і масажні плитки. У результаті оригінального підходу до виробництва косметики, їм вдалося отримати надзвичайно вдале підприємство з широким колом споживачів, які замовляли товари поштою. Та, на жаль, усі допускають помилки, і черга невдалих збігів призвела до розпаду компанії, тому володарі були вимушені продати те, що від неї залишилось.
У 1994 організатори компанії вирішили знову зайнятися виробництвом косметики.
Перший магазин відкрився на Хай Стріт в місті Пул, а незабаром з'явився і другий - на Кінгз Роуд у Лондоні. 

## Продукція

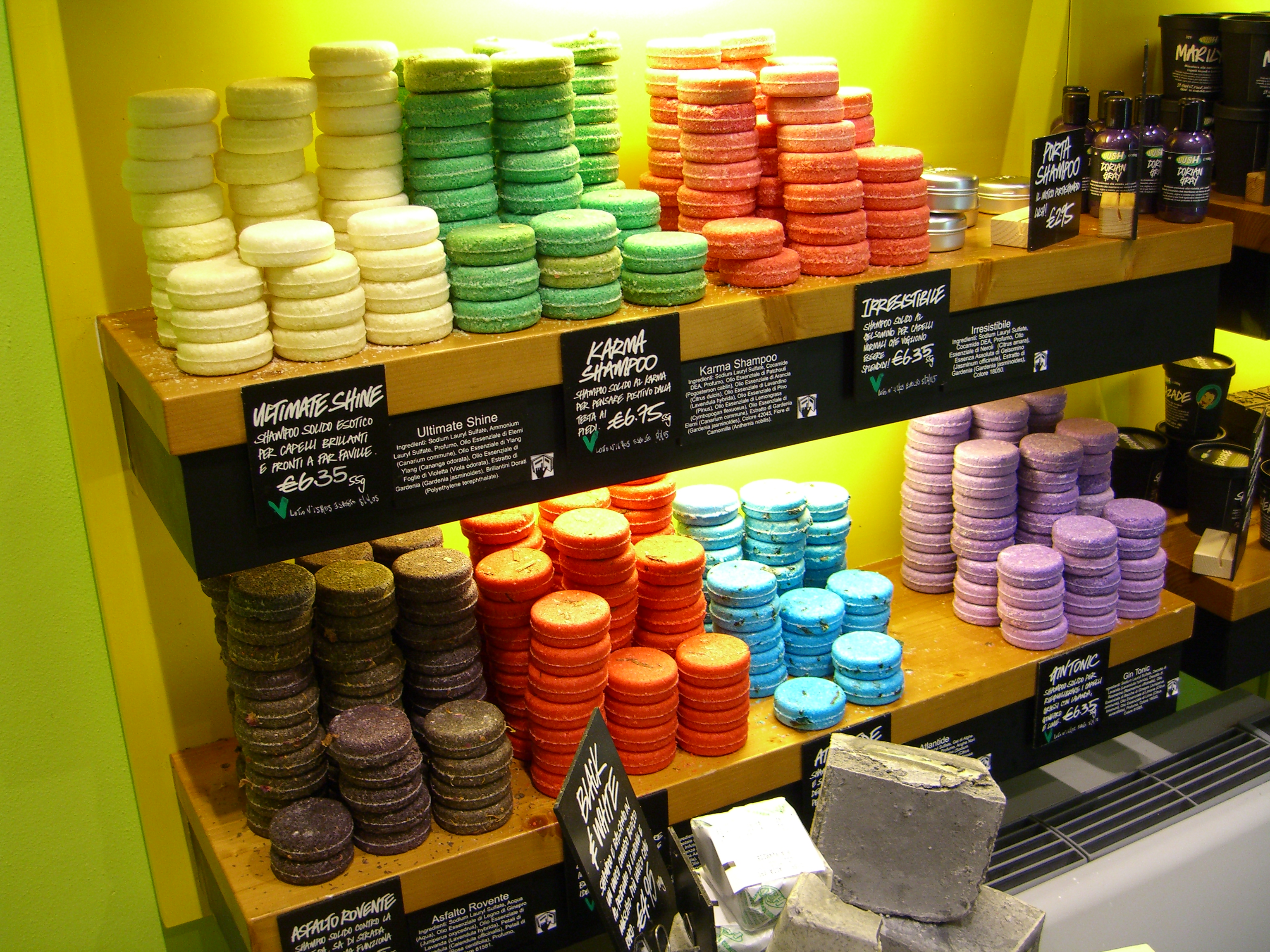
Тверді шампуні LUSH

у виробництві своєї продукції компанія використовує органічні інгредієнти: цілющи трави, фрукти, квіти та ефірні олії.
LUSH - не тільки прихильник найсвіжішої косметики, але і борець за екологію. 70% продукції не має упаковки, і креативна команда LUSH постійно займається розробкою нової продукції, що не вимагає упаковки. Lush використовує в своїх косметичних засобах безпечні синтетичні і натуральні інгредієнти: свіжовичавлені соки з фруктів, овочів і рослин, різні ефірні олії. 25% виробів містять деякі тваринні компоненти, такі як віск, ланолін та мед, 75% - повністю рослинні, вони позначаються спеціальною буквою «V» (англ. Vegan). Очищаючий та пінистий ефект натуральних продуктів Lush забезпечують дві рослинні олії: ріпакова і кокосова олія. 
Бомби і плитки для ванн, мило і шампуні розливаються у форми і пляшки вручну. 
Якщо у вироби є упаковка, на наклеєному вручну ярлику, вказується ім'я фахівця компанії, який виготовив продукт.
Мило - основа асортименту Lush. Є відлущувальне мило, мило, мило, що пахне солодощами, мило з вітаміном C, вершкове мило і багато іншого. 
Крім мила є желе і гелі для душу, сухі шампуні, масажні плитки, відтіночна хна з ефірними оліямі для фарбування волосся, тальки для тіла, бальзами для губ, засоби для видалення макіяжу, м'які скраби (для обличчя і тіла) і ніжні засоби для чутливої шкіри на основі трав і зеленого чаю.

## Благодійність
Charity Pot — це крем для рук і тіла, до складу якого входять какао-олія, закуплена за принципами справедливої торгівлі, мигдалева олія та ефірні олії. Усі кошти, отримані від його продажу, спрямовуються на фінансування природоохоронних ініціатив, захист тварин та інші соціальні проєкти. Компанія не отримує прибутку від реалізації цього продукту. З часу запуску у 2007 році за рахунок Charity Pot було зібрано близько трьох мільйонів доларів на благодійні потреби.
Персонал компанії добровільно витрачає свій час беручи участь у волонтерській програмі Employee.

## Боротьба проти тестів на тваринах
LUSH, який налічує більше 900 магазинів в 51 країні, вперше встановив свою строгу політику – «НІ випробуванням на тваринах» ще в 1991 році, що стало першим сигналом на шляху до етичної косметики. Humane Society International  провели декілька гучних кампаній за те, щоб ЄС заборонили продаж неетичної косметики, і в квітні 2012 року організація почала свою глобальну кампанію «Косметика без жорстокості», направлену на скасування випробувань на тваринах по всьому світу.
LUSH веде боротьбу за припинення випробувань на тваринах в співпраці з The Human Society International (HSI), одній з найбільших міжнародних організацій, яка займається захистом тварин. HSI співпрацює з державними структурами, вченими і компаніями, щоб домогтися скасування будь-яких випробувань на тваринах.